# Sollasina cthulhu
Sollasina cthulhu je vymřelý ostnokožec, který žil v oceánech asi před 430 miliony lety.

## Objev
V oblasti britského Herefordshiru byla objevena velmi dobře zachovalá fosilie tohoto druhu, kterou oxfordští vědci v čele s Imranem Rahmanem vrstvu po vrstvě nafotili a zrekonstruovali virtuální počítačový model. Výzkum umožnil vědcům udělat si celkem přesnou představu o tom, jak se zvíře pohybovalo. Hodně se dozvěděli o raném vývoji kmene ostnokožců a o jejich vnitřní struktuře. Objev umožnil naznačit vývojovou strukturu ostnokožců a jakým způsobem jsou příbuzní například sumýši s ježovkami.

## Popis
Ostnokožec Sollasina cthulhu měřil asi 3 cm a vyznačoval se větším počtem chapadel, která mu umožňovala lapat potravu a pohybovat se po mořském dně. S. cthulhu měl orgán ve tvaru kruhu, který doposud nebyl u ostnokožců popsán. Žil asi před 430 miliony let.

## Pojmenování
Tým vědců, který fosilií objevil a prostudoval, druh pojmenoval Sollasina cthulhu kvůli podobnosti se stejnojmenným fiktivním monstrem z hororů H. P. Lovecrafta.